# کورت بیتل
کورت بیتل (انگلیسی: Kurt Bittel; ۵ ژوئیهٔ ۱۹۰۷ – ۳۰ ژانویهٔ ۱۹۹۱) استاد دانشگاه اهل آلمان و دریافت‌کنندگان پور لی میریت و اعضای فرهنگستان هنر و دانش آمریکا بود.